# Dimitrovgrad (Rusia)
Dimitrovgrad (del ruso: Димитровград) es una ciudad del óblast de Uliánovsk, en Rusia. Está situada en el extremo oriental del embalse de Kuibyshev, en la desembocadura del río Bolshói Cheremshán, a 80 km al este de Uliánovsk, la capital del óblast, a 170 km al sur de Kazán y 120 km al norte de Samara. Su población alcanzaba los 127 966 habitantes en 2009.

## Historia
Se considera válido el año 1698 para la fundación de la ciudad, cuando se dio el primer asentamiento de chuvasios en el emplazamiento de la ciudad actual. En la década de 1730 se construyó una fábrica de licores del Estado, creándose un asentamiento de trabajadores y de comerciantes. Aunque la fábrica se cerró en 1847, la localidad conservó el espíritu comerciante, ya que en 1877 fue considerado como un posad. En 1919, le fue otorgado el estatus de ciudad.
La ciudad ha recibido diferentes nombres en la historia: Chuvachi Melekes, Ruski Melekes, y desde 1972, Dimitrovgrad, por el dirigente comunista búlgaro Georgi Dimitrov.
Es una ciudad dedicada a la investigación nuclear y alberga un reactor de neutrones rápidos  (BOR-60).

## Demografía
| 1897    | 1926    | 1939    | 1959    | 1970    |
| ------- | ------- | ------- | ------- | ------- |
| 6 800   | 18 000  | 32 500  | 50 700  | 81 300  |
| 1979    | 1989    | 1998    | 2002    | 2008    |
| 106 000 | 123 570 | 137 200 | 130 871 | 127 600 |

## Economía y transporte
La principal empresa de la ciudad se encuentra a 6 km de la ciudad y es el Instituto de Investigación de Reactores Nucleares. Existen otras compañías dedicadas a la ingeniería mecánica y el sector textil.
Está unida por carretera con Uliánovsk y Samara. La ciudad cuenta con una estación de ferrocarril.

## Personalidades
- Yuri Batmanov, (*1977-) biatleta.
- Alexéi Katrenko, (*1985-) biatleta de verano.
- Nadezhda Chastina, (*1982*) biatleta.
- Stanislav Donets, nadador.

## Galería

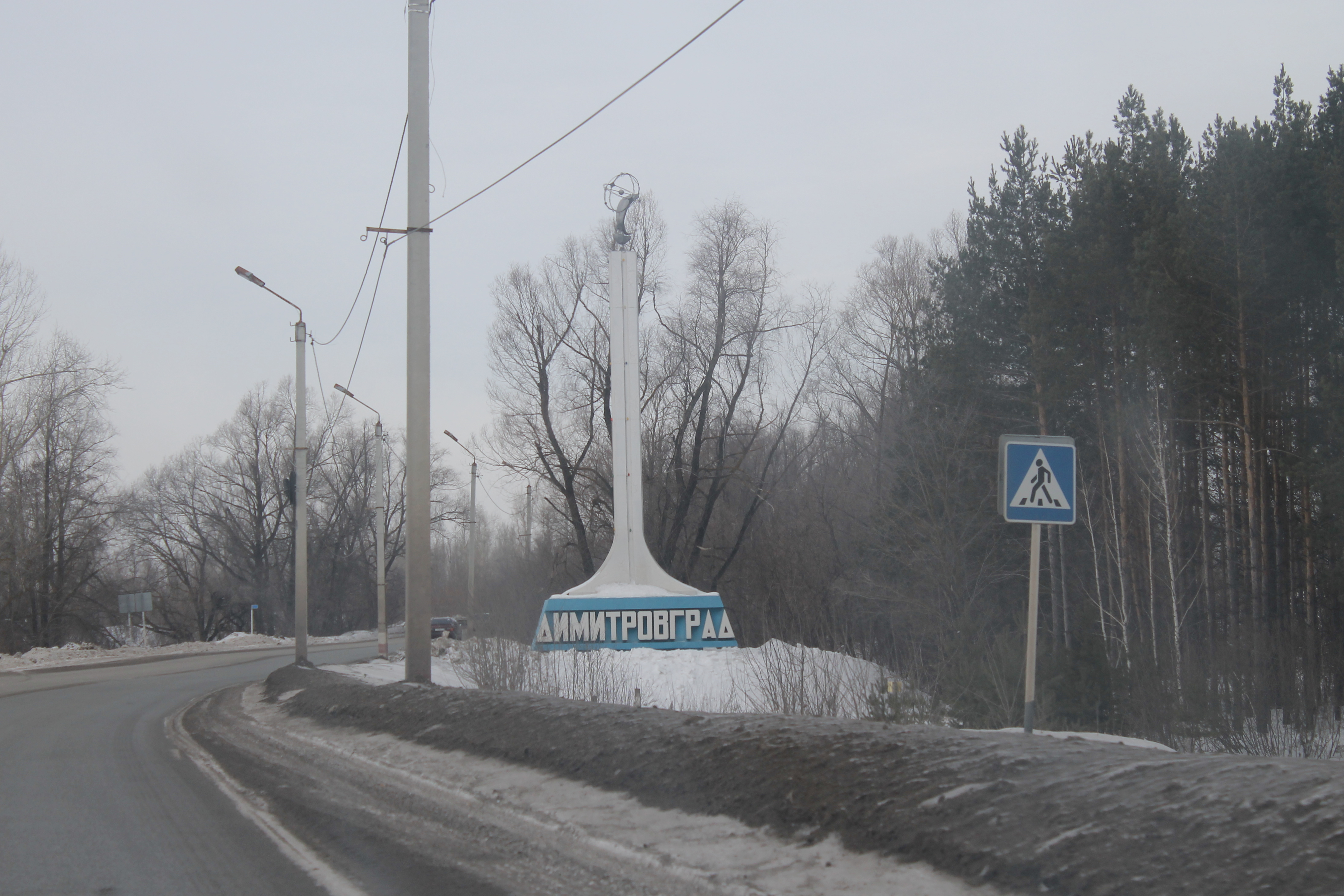
Monumento a la ciudad, por la autopista P178, desde Tolyatti
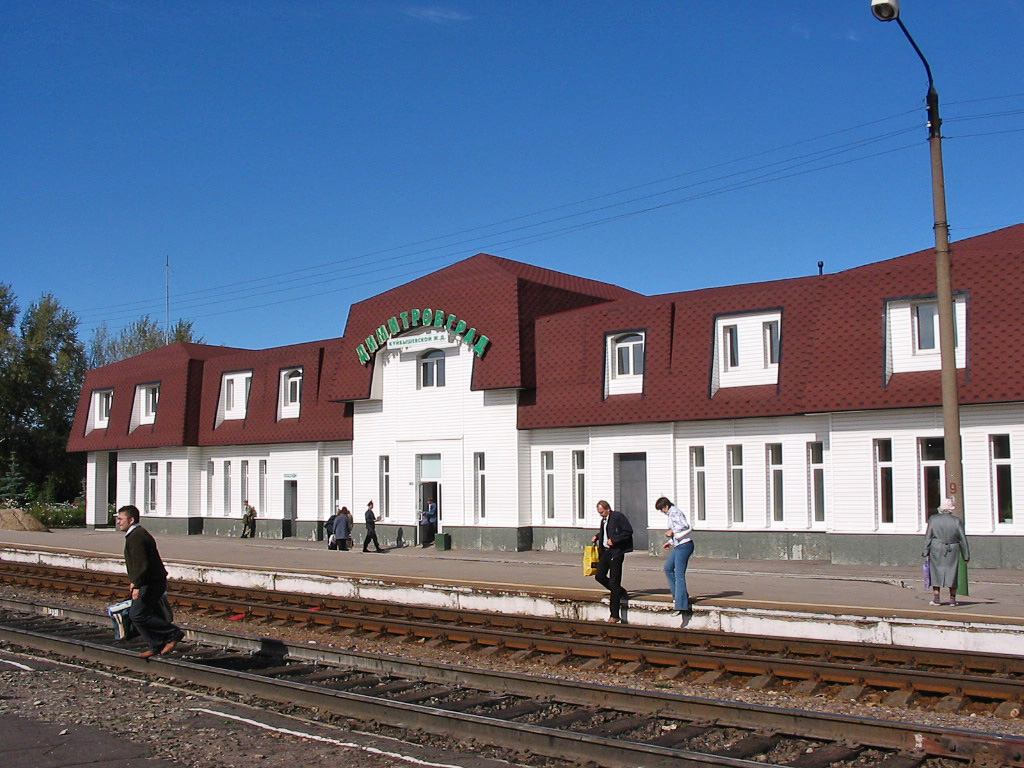
Estación de ferrocarril
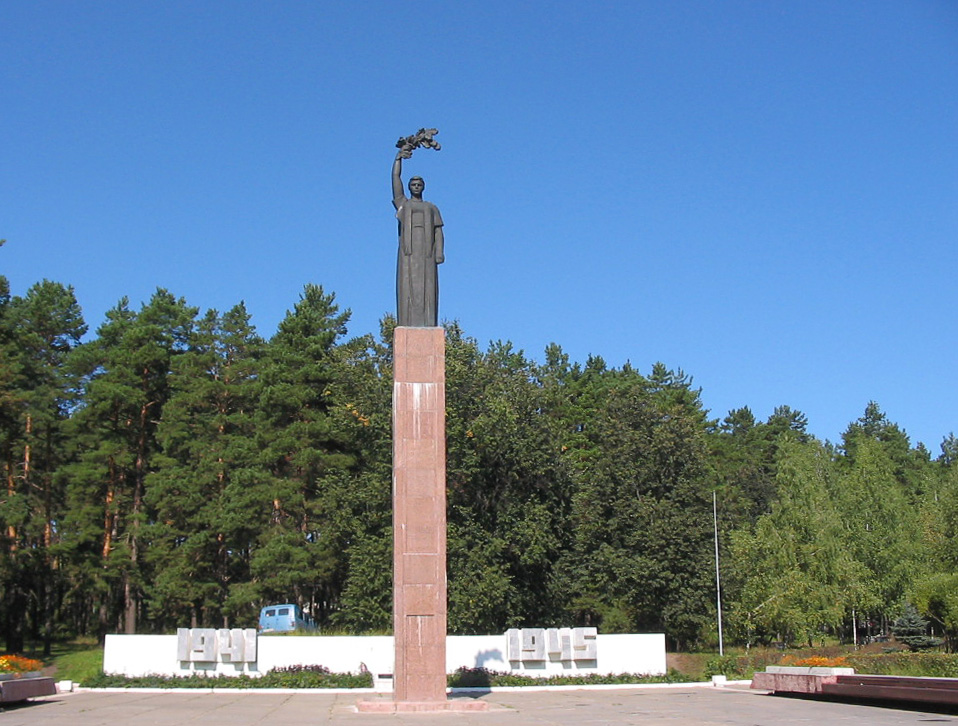
Monumento a los 30 años de la victoria en la Gran Guerra Patria
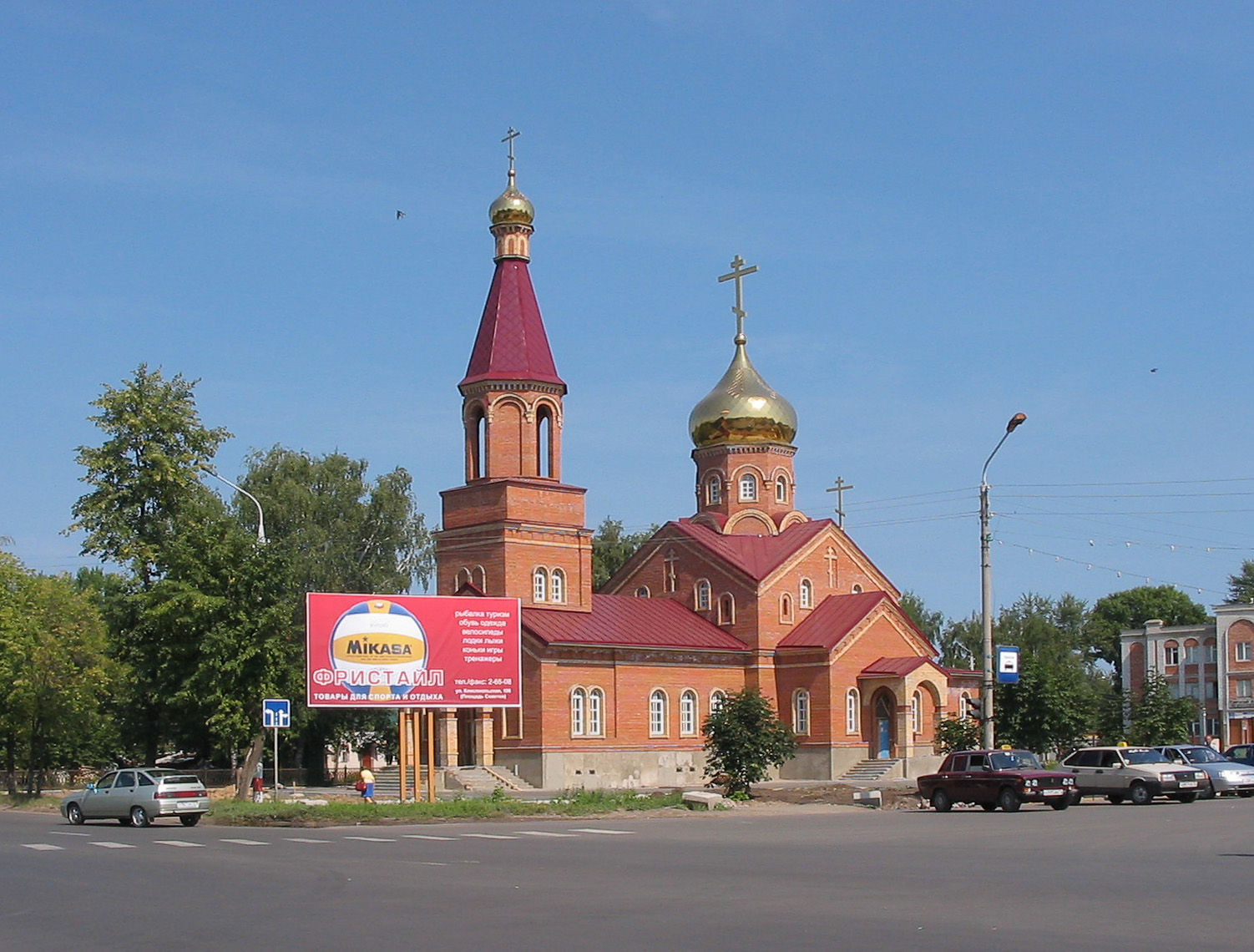
Iglesia Spaso-Preobrazhenski (siglo XXI)
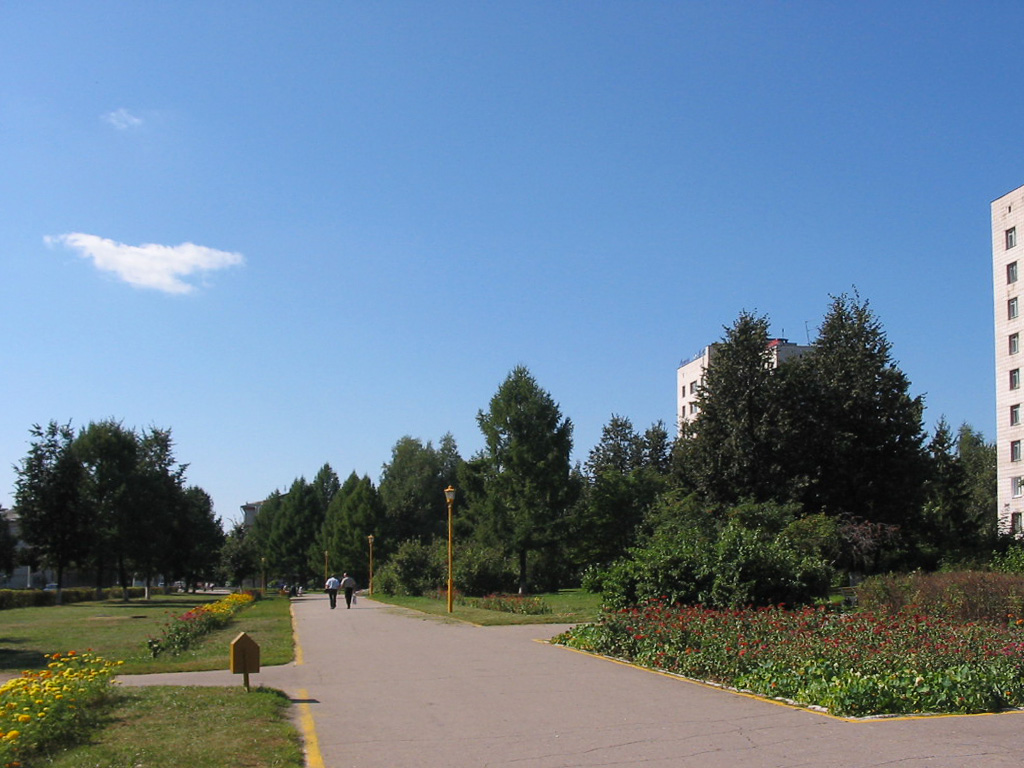
Avenida Lenin
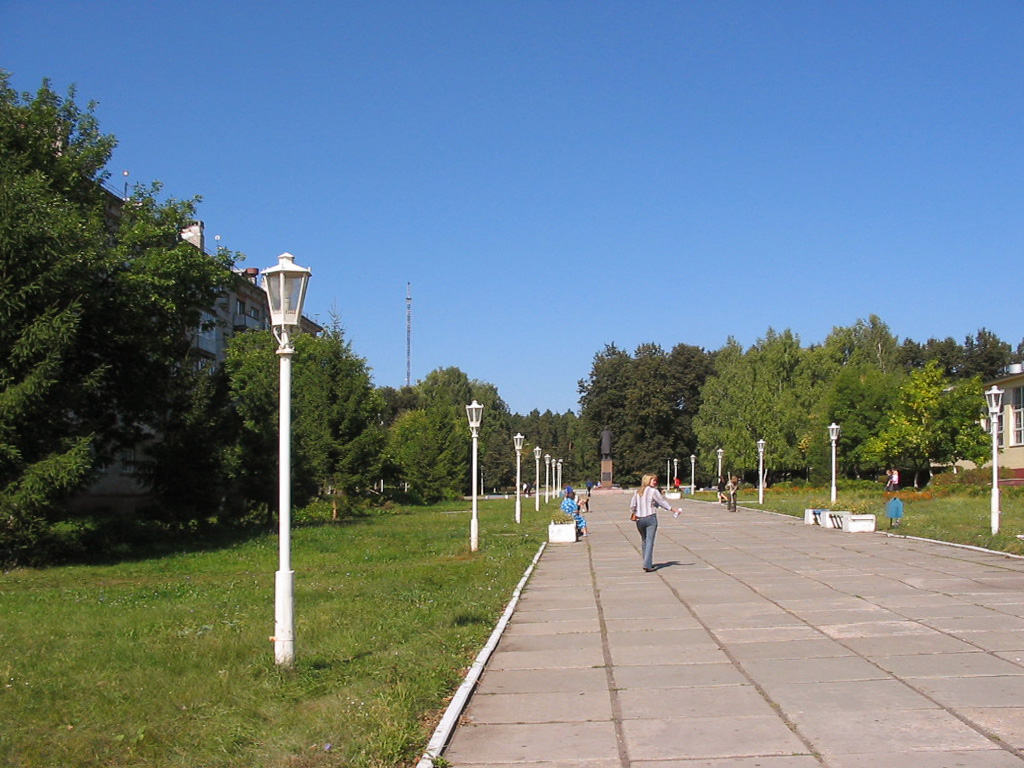
Calle de Valentina Tereshkova
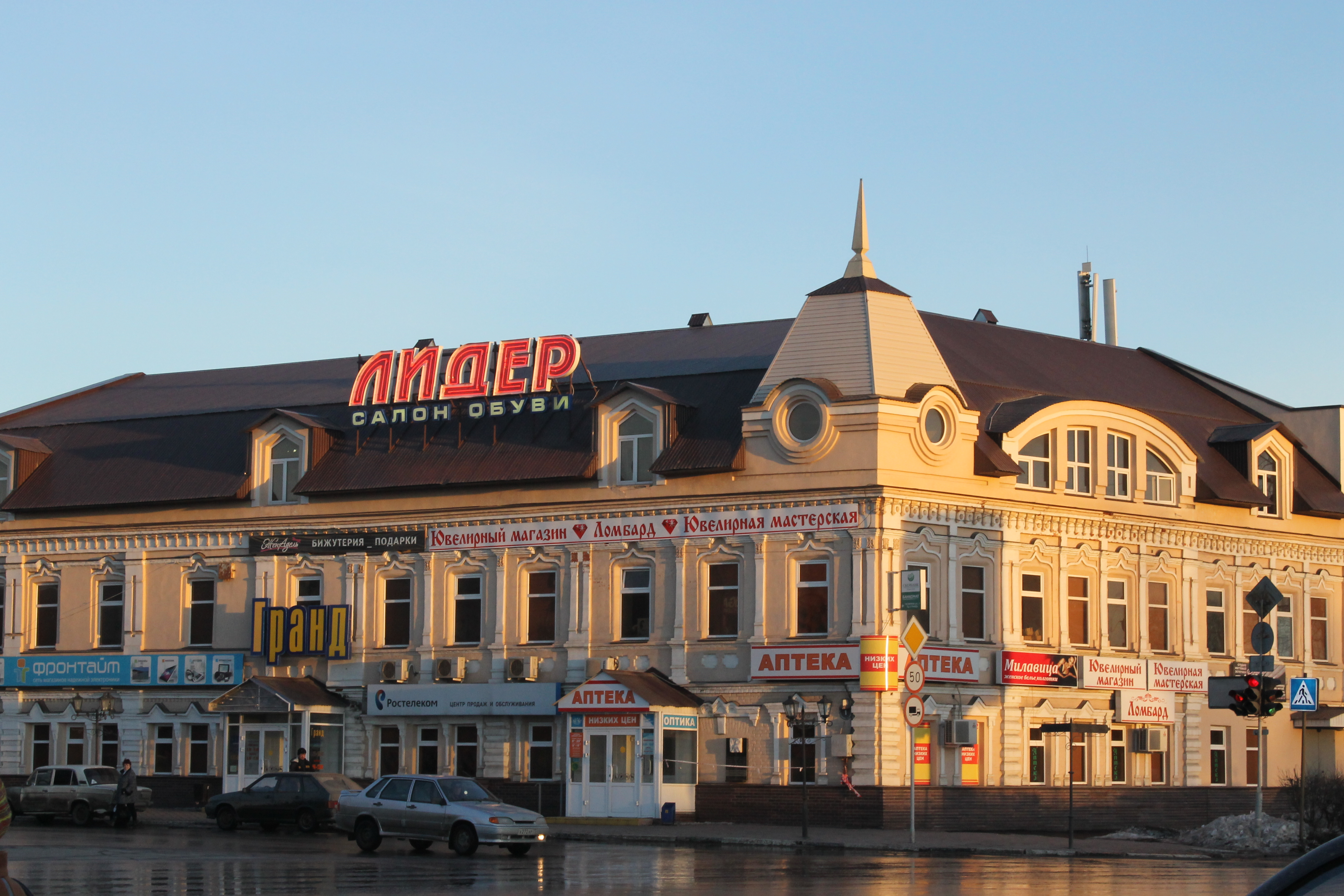
Locales comerciales en el centro de la ciudad
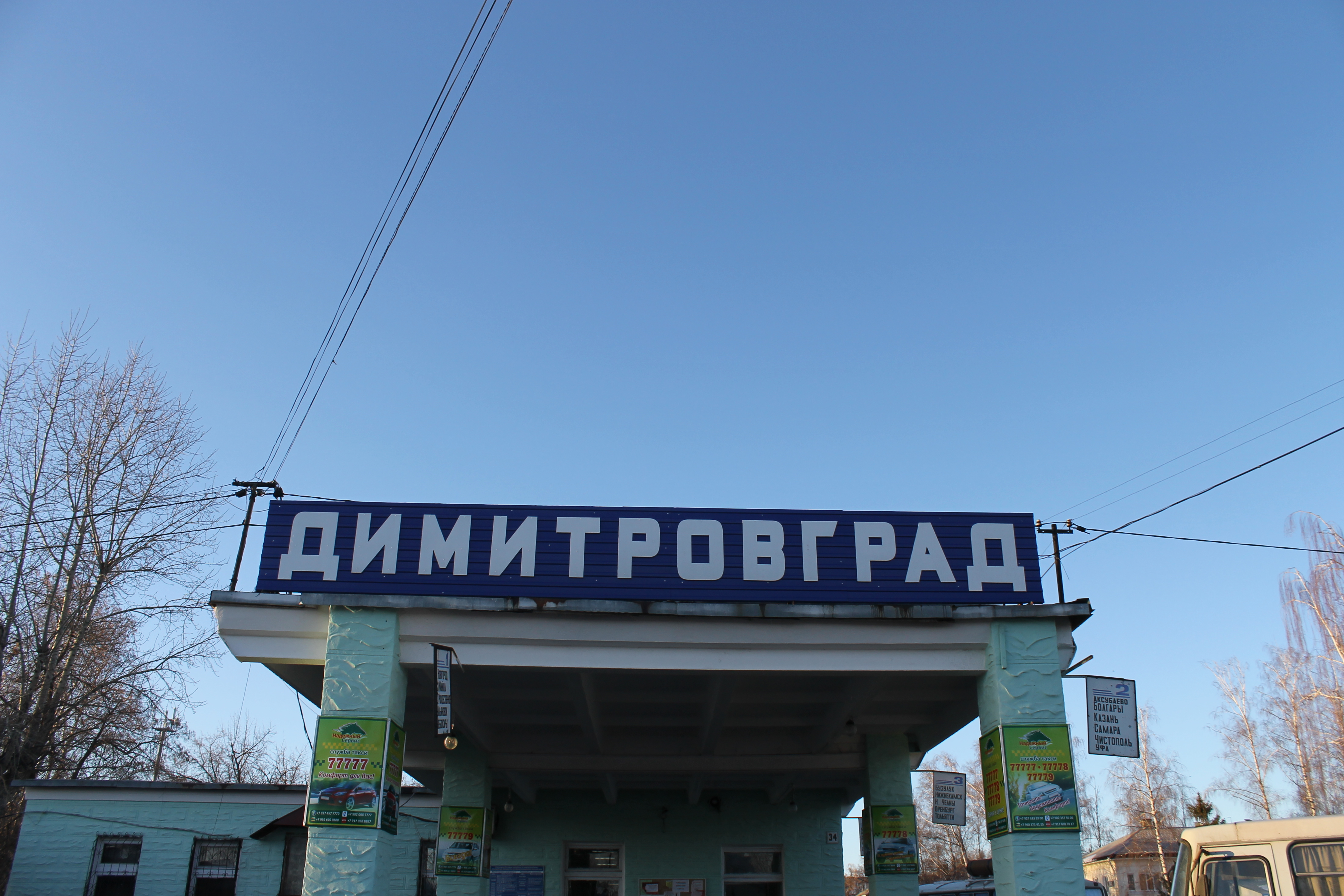
Estación de autobuses de la ciudad